# H. L. Bateman
H. L. Bateman, pseudonimo di Hezekiah Linthicum Bateman (Baltimora, 6 dicembre 1812 – Londra, 22 marzo 1875), è stato un attore teatrale e direttore teatrale statunitense.

## Biografia
Hezekiah Linthicum Bateman, noto come H. L. Bateman nacque a Baltimora il 6 dicembre 1812, figlio di Amzi Bateman (1777-1816), un pescatore, e di sua moglie, Catherine Schaeffer (1784-1870). Amzi Bateman lavorò  con il 6º Reggimento della Milizia del Maryland e partecipò alla difesa di Baltimora contro l'invasione delle truppe britanniche durante la guerra anglo-americana del 1812. Dopo la sua morte nel 1816 la sua vedova istruì i figli e li mantenne.
H. L. Bateman effettuò studi di ingegneria e svolse anche un apprendistato tecnico, ma all'età di vent'anni diventò attore, diventando il capostipite di una famiglia di attori, recitando assieme a Ellen Tree, in seguito moglie di Charles Kean.
H. L. Bateman fece il suo debutto sul palcoscenico nel 1832 e recitò in varie compagnie di repertorio fino al 1849. Poi lui, sua moglie Sidney Frances Bateman e le sue due figlie più grandi, Kate ed Ellen, rispettivamente di sei e quattro anni, iniziarono ad effettuare tournée come star.
Nel 1855 assunse la direzione del teatro di Saint Louis per alcuni anni e nel 1859 si trasferì a New York. Nel 1866 diresse le interpretaziono di sua figlia Kate, e nel 1871 tornò a Londra, per guidare il Lyceum Theatre, dove ingaggiò Henry Irving, presentandolo per la prima volta con l'opera The Bells (1871) di Matthew Gregory Lewis, con grande successo.
H. L. Bateman morì il 22 marzo 1875.
Anche sua moglie Sidney Frances Bateman (1823-1881) fu un'attrice, autrice e direttrice teatrale. Sua figlia l'attrice Virginia Frances Bateman (1853-1940) sposò l'attore-manager britannico Edward Compton. Tra i suoi nipoti si possono menzionare il romanziere britannico sir Edward Montague Compton Mackenzie (1883-1972), uno scrittore scozzese che, sebbene fosse nato in Inghilterra, sostenne l'indipendenza della Scozia, oltre che l'attrice Fay Compton (1894-1978), che si dedicò al teatro con successo nel repertorio shakespeariano, esordì nel cinema nel 1914, a cui seguirono una quarantina di film, anche con ruoli di protagonista, fino a La vergine e lo zingaro del 1970; inoltre numerose furono anche le sue partecipazioni alla radio e alla televisione.